# كارل بيتر لوكن
كارل بيتر لوكن (بالنرويجية البوكمول: Karl-Petter Løken)‏ مواليد 14 أغسطس 1966 في كارلسكوغا، السويد، هو لاعب كرة قدم نرويجي سابق كان يلعب كمدافع. سبق له أن لعب في كأس العالم لكرة القدم مع منتخب بلاده.

## المسيرة الاحترافية

### أندية لعب لها
- نادي روسنبورغ
- نادي ستابك

## روابط خارجية
- كارل بيتر لوكن على موقع IMDb (الإنجليزية)
- كارل بيتر لوكن على موقع الاتحاد الدولي (مؤرشف)  (الإنجليزية)
- كارل بيتر لوكن على موقع اتحاد النرويج (النرويجية)
- كارل بيتر لوكن على موقع قاعدة بيانات كرة القدم.إي يو (الإنجليزية)
- كارل بيتر لوكن على موقع ناشيونال فوتبول تيمز (الإنجليزية)
- كارل بيتر لوكن على موقع Soccerway.com (الإنجليزية)